# Google Hangouts
Pour les articles homonymes, voir Hangout.
Chronologie des versions
Google Talk
Google+ Messenger Google Chat
Google Hangouts était une plateforme de messagerie instantanée et de vidéoconférence développée par Google et mise en service le 15 mai 2013 lors de la conférence de développement Google I/O. Elle remplacait trois services de messagerie que Google avait développés séparément : Google Talk, Google+ Messenger et Hangouts, service de visioconférence intégré dans Google+.
Google prévoyait de supprimer son service Google Hangouts à partir d'octobre 2019. Ce sera finalement au mois de juin 2020 que la messagerie disparaît au profit de "Meet", une plateforme de visioconférence initialement conçue pour les entreprises.
La nouvelle version grand public de Meet est déployée sur les smartphones Android depuis avril 2020.
En 2021, Hangouts est remplacé par Google Chat, produit du service Google Workspace, qui ne prend pas en charge les appels vidéos.

## Histoire
Avant de développer Hangouts, Google avait maintenu plusieurs services similaires mais séparés au sein de différents services et plateformes développés par l'entreprise. Incluant Google Talk destiné aux professionnels et basé sur le protocole XMPP, Google+ Messenger (un service de messagerie texte de Google+) et Hangouts (une application de vidéoconférence intégrée à Google+). Cependant, cette suite de services de messagerie de plus en plus fragmentée et désorganisée faisait face à la concurrence de plus en plus agressive de Facebook Messenger, Viber et WhatsApp.
Les gestionnaires prirent alors la décision d’abandonner le système Google Talk existant pour coder un nouveau service de messagerie et fusionner les équipes de développement des différents services de messagerie.

## Fonctionnalités
Hangouts permettait aux utilisateurs de créer des visioconférences de deux à dix utilisateurs. Le service était accessible en ligne à travers les sites web de Gmail, Google+ ou à travers des applications mobiles disponibles pour Android ou iOS (distribuées comme successeur des applications Google Talk).
L’historique des discussions était conservé en ligne, ce qui lui permettait d’être synchronisé sur les différents appareils.
Un marquage numérique (watermark) était utilisé pour mémoriser jusqu’où l’utilisateur avait lu une discussion. Les utilisateurs pouvaient s’envoyer des images qui étaient automatiquement importées dans un album privé et des émoticônes au cours d’une discussion.
Durant les vidéoconférences, il était possible de s’échanger des fichiers grâce à Google Drive, de diffuser sa conférence sur YouTube, de rajouter des effets visuels et il était aussi possible de partager son emplacement grâce à Google Maps.

## Restrictions géographiques

### Pays dans lesquels l'option d'appel n'était pas disponible dans Hangouts
Argentine, Chine, Cuba, Égypte, Ghana, Inde (Les utilisateurs en Inde avaient la possibilité de passer des appels à destination de tous les pays, sauf de l'Inde.), Iran, Jordanie, Kenya, Mexique, Maroc, Myanmar, Nigeria, Corée du Nord, Pérou, fédération de Russie, Arabie saoudite, Sénégal, Corée du Sud, Soudan, Syrie, Thaïlande, Émirats arabes unis et le Viêt Nam.